# Liste der Monuments historiques in Fromelennes
Die Liste der Monuments historiques in Fromelennes führt die Monuments historiques in der französischen Gemeinde Fromelennes auf.

## Liste der Objekte
| Bezeichnung                   | Beschreibung                                                                              | Standort                        | Kennzeichnung | Schutzstatus | Datum | Bild |
| ----------------------------- | ----------------------------------------------------------------------------------------- | ------------------------------- | ------------- | ------------ | ----- | ---- |
| Gemälde Kreuzigung            | Ölfarbe auf Leinwand, vergoldet Holzrahmen, 18. Jahrhundert                               | in der Kirche St-Laurent (Lage) | PM08001316    | Inscrit      | 2015  |      |
| Hauptaltar                    | Altartisch, Altaraufbau und Tabernakel; Marmor, 18. Jahrhundert; aus dem Kloster Félixpré | in der Kirche St-Laurent (Lage) | PM08000204    | Classé       | 1977  |      |
| Wandvertäfelung des Chorraums | Holz, bemalt, 18. oder 19. Jahrhundert                                                    | in der Kirche St-Laurent (Lage) | PM08001008    | Inscrit      | 1977  |      |